# Highclere (cheval)
Pour les articles homonymes, voir Dahlia (homonymie).
Highclere (1971–1992) était une jument de course pur-sang anglais, née en Angleterre, issue de Queen's Hussar et March Past, par Highlight. Propriété de son éleveuse Élisabeth II, reine d'Angleterre, elle fut une championne sur les pistes avant de devenir une influente poulinière.

## Carrière de courses
Nommée d'après Highclere Castle, le nom de la résidence de Lord Carnavon, le manager de l'écurie royale, Highclere est envoyé à l'entraînement chez Dick Hern, l'un des plus fameux entraîneurs de l'époque, installé à West Ilsley, dans le Berkshire. Elle court trois fois à 2 ans, s'octroyant la deuxième place d'une listed, les Princess Margaret Stakes. Mais quand elle revient en piste à 3 ans, s'alignant d'emblée au départ des 1000 Guinées, c'est une tout autre pouliche. Équipée pour la première fois d’œillères, elle crée une petite surprise en réglant à la lutte Polygamy, qui l'avait battue lors de ses débuts. Il s'agit de la seconde victoire classique de la casaque royale, dix-sept ans après le succès de Carozza dans les Oaks. La suite logique du programme de Highclere devait la faire passer par ces mêmes Oaks d'Epsom, mais la crainte d'un manque de tenue pour cette pouliche dotée d'un pedigree de vitesse, lui fait plutôt prendre la route de Chantilly pour y disputer le Prix de Diane, 300 mètres moins longs que les 2 400 mètres d'Epsom. C'est la bonne option : Highclere réalise un beau doublé, devançant de deux longueurs la Française Comtesse du Loir, elle-même à l'aube d'une très belle carrière. À leur retour de France, Dick Hern et le jockey de Highclere, Joe Mercer, furent honorés d'un dîner avec la famille royale à Windsor.
L'été venu, Highclere se frotte pour la première fois aux mâles et à ses aînés lors d'une édition très relevée des King George VI and Queen Elizabeth Diamond Stakes. On retrouve au départ le Derby-winner Snow Knight, Dankaro (2e du Jockey-Club), le numéro 1 des chevaux d'âge anglais, Buoy, et surtout la tenante du titre, la grande championne française Dahlia. C'est cette dernière qui va imposer sa loi, mais Highclere ne démérite pas en prenant, à deux longueurs et demi, un très honorable premier accessit, alors que les autres favoris flanchent. Pourtant, c'est aussi le chant du cygne de sa brève carrière : Highclere, à l'automne, ne retrouve pas sa forme du printemps et se montre inexistante lors de ses deux dernières courses : la Benson and Hedges Gold Cup, où Dahlia brille encore, puis le Prix de l'Arc de Triomphe, remporté par une autre championne d'exception, Allez France, devant une certaine Comtesse du Loir. Timeform crédita Highclere d'un rating de 129 pour sa victoire dans les 1000 Guinées, et dans leur livre A Century of Champions, basé sur le système de rating de Timeform, John Randall and Tony Morris classe Highclere au 46e rang des meilleures pouliches et juments d'Angleterre et d'Irlande au 20e siècle. 

### Résumé de carrière
| Date        | Hippodrome  | Pays        | Course                                  | Statut      | Distance    | Jockey      | Place       | Écart       | Vainqueur ou deuxième |
| 1973, 2 ans | 1973, 2 ans | 1973, 2 ans | 1973, 2 ans                             | 1973, 2 ans | 1973, 2 ans | 1973, 2 ans | 1973, 2 ans | 1973, 2 ans | 1973, 2 ans           |
| ----------- | ----------- | ----------- | --------------------------------------- | ----------- | ----------- | ----------- | ----------- | ----------- | --------------------- |
| Juin        | Newmarket   | Royaume-Uni | Maiden                                  |             |             |             | 2e / 28     | 3           | Polygamy              |
| Juillet     | Newbury     | Royaume-Uni | Maiden                                  |             |             |             | 1er / 18    | enc.        | Reigning Grace        |
| Juillet     | Ascot       | Royaume-Uni | Princess Margaret Stakes                | Listed      | 1 200 m     |             | 2e / 10     | cte tête    | Celestial Dawn        |
| 1974, 3 ans |             |             |                                         |             |             |             |             |             |                       |
| 2 mai       | Newmarket   | Royaume-Uni | 1000 Guineas                            | Gr. 1       | 1 600 m     | Joe Mercer  | 1er / 15    | cte tête    | Polygamy              |
| 16 juin     | Chantilly   | France      | Prix de Diane                           | Gr. 1       | 2 100 m     | Joe Mercer  | 1er / 22    | 2           | Comtesse du Loir      |
| 27 juillet  | Ascot       | Royaume-Uni | King George VI & Queen Elizabeth II St. | Gr. 1       | 2 400 m     | Joe Mercer  | 2e / 10     | 1           | Dahlia                |
| 20 août     | York        | Royaume-Uni | Benson and Hedges Gold Cup              | Gr. 1       | 2 080 m     | Joe Mercer  | 6e / 9      | 7           | Dahlia                |
| 6 octobre   | Longchamp   | France      | Prix de l'Arc de Triomphe               | Gr. 1       | 2 400 m     | Joe Mercer  | 18e / 20    |             | Allez France          |

## Au haras
Rentrée au haras, Highclere allait connaître une deuxième carrière remarquable, devenant l'une des plus influentes poulinières du XXe siècle notamment avec les étalons qui figurent dans sa descendance, dont on peut tracer une liste sélective :
- Milford (1976, par Mill Reef) : Princess of Wales's Stakes (Gr.2), Derby Trial Stakes (G.3), White Rose Stakes (G.3), 3e Great Voltigeur Stakes (Gr.2).
- Burghclere (1977, par Busted) : 4e Ribblesdale Stakes (Gr.2), mère de :
  - Capo di Monte (Final Straw) : Vineland Handicap (Gr.3), 2e Sun Chariot Stakes (Gr.2), Matchmaker Stakes (Gr.2), 3e Prix Fille de l'Air (Gr.3).
  - Wind In Her Hair (Alzao), Aral-Pokal (Gr.1), 2e Oaks, 3e Yorkshire Oaks, mère de : 
    - Deep Impact (Sunday Silence) : l'un des plus grands champions de l'histoire des courses japonaises, et l'un des plus grands étalons du XXIe siècle.
    - Black Tide (Sunday Silence) : étalon au Japon, père notamment du champion Kitasan Black, membre du Hall of Fame des courses japonaises.
    - Laly Blond (Seeking The Gold) : 4e Sprinters Stakes.
- Beacon Hill (1978, par Bustino)
- Height of Fashion (1979, par Bustino) : Princess of Wales's Stakes (Gr.2), May Hill Stakes (G.3), Fillies Mile Stakes (G.3). Élue meilleure 2 ans d'Angleterre en 1981. Acquise en 1982 pour 1,5 million de livres par le Cheikh Hamdan Al Maktoum, elle allait devenir une jument-base de l'élevage Shadwell. Elle est la mère de : 
  - Nashwan (Blushing Groom) : 2000 Guinées, Derby d'Epsom, Eclipse Stakes, King George VI and Queen Elizabeth Diamond Stakes, père notamment des champions Swain et Bago.
  - Alwasmi (Northern Dancer) : vainqueur d'un Groupe 3 en Angleterre, placé de Groupe 2 en Europe et aux États-Unis, 4e de l'Irish St Leger, étalon.
  - Unfuwain (Northern Dancer) : Princess of Wales's Stakes, 2e des King George VI and Queen Elizabeth Diamond Stakes, 4e Prix de l'Arc de Triomphe. Etalon de premier plan, auteur 9 vainqueurs de Groupe 1, dont trois lauréates des Irish Oaks (Bolas, Petrushka, Lailani), Lahan (1000 Guinées), Eswarah (Oaks) ou encore Alhaarth (champion 2 ans en 1995).
  - Nayef (Gulch) : Prince of Wales's Stakes, International Stakes, Dubaï Sheema Classic, étalon.
  - Sarayir (Mr. Prospector), mère de : 
    - Ghanaati (Giant's Causeway) : 1000 Guinées, Coronation Stakes, 2e Sun Chariot Stakes, 3e Sussex Stakes. Mère de :
      - Mutasaabeq (Invincible Spirit) : Joel Stakes (Gr.2). 2e Sandown Mile (Gr.2), Summer Mile Stakes (Gr.2). 3e Diomed Stakes (Gr.3).

    - Mawatheeq (Danzig) : Cumberland Lodge Stakes (Gr.3), 2e Champion Stakes.

  - Bashayer (Mr. Prospector), mère de :
    - Rahayeb (Arazi), mère de :
      - Lahudood (Singspiel) : Breeders' Cup Filly & Mare Turf, Flower Bowl Invitational Handicap (Gr.1), 2e Prix de Malleret, Prix de Royallieu. Mère de :
        - Aghareed (Kingmambo), mère de :
          - Baaeed (Sea The Stars) : Prix du Moulin de Longchamp, Queen Elisabeth II Stakes, Lockinge Stakes, Queen Anne Stakes, Sussex Stakes, International Stakes. Cheval de l'année en Europe (2022).
          - Hukum (Sea The Stars) : Coronation Cup, King George VI and Queen Elizabeth Diamond Stakes, Geoffrey Freer Stakes (Gr.3), John Smith's Silver Cup Stakes (Gr.3), Cumberland Lodge Stakes (Gr.3).

- Bright Sun (1982, par Mill Reef)
- Highbrow (1985, par Shirley Heights) : 2e Ribblesdale Stakes, mère de :
  - Blueprint (Generous) : Jockey Club Stakes (Gr.1), San Luis Rey Stakes (Gr.2), Sunset Handicap (Gr.2), 3e San Juan Capistrano Handicap (Gr.1), Hardwicke Stakes (Gr.2).
  - Request (Rainbow Quest), mère de :
    - Ask (Sadler's Wells) : Prix Royal-Oak, Coronation Cup, Yorkshire Cup (Gr.2), Ormonde Stakes (Gr.3), 2e Canadian International Stakes. 3e King George VI and Queen Elizabeth Diamond Stakes.
- Marienski (1987, par Nureyev)
- Wily Trick (1988, par Clever Trick), mère de :
  - Elegant Fashion (Danewin) : Hong Kong Derby (Gr.1), Moonee Valley Oaks (Gr.2), Armanasco Stakes (Gr.2), 2e Queen Elizabeth II Cup (Gr.1), AJC Australian Oaks (Gr.1), mère de :
    - Star Fashion (Street Cry) : 2e AJC Australian Oaks (Gr.1).
- Hierarch (1989, par Diesis)
- Scarlet Tunic (1990, par Blushing Groom)
- Clear Attraction (1992, par Lear Fan)

## Origines
Le père d'Highclere, Queen's Hussar, était un miler de classe, double lauréat de groupe 1 (Sussex Stakes, Lockinge Stakes). La lignée dont il est issu est modeste et complètement passée de mode, supplantée par les descendants de Northern Dancer, Mr. Prospector et consorts, et elle se perpétue uniquement via les filles d'Highclere. Pourtant, Queen's Hussar est aussi le père d'une légende, Brigadier Gerard, l'un des plus grands champions de l'histoire des courses anglaises, lui aussi entraîné par Dick Hern. Highclere est aussi le seul vecteur du sang de sa famille maternelle dans l'élevage contemporain. Sa mère, Highlight, était une bonne jument, juste en dessous des meilleures de sa génération, et donna une autre pouliche de valeur, Light Duty, elle aussi par Queen's Hussar, qui se classa deuxième des Yorkshire Oaks et des Ribblesdale Stakes, mais en revanche ne traça pas au haras. Highlight était issue d'un inbreeding serré (3x2) sur le crack et chef de race Hyperion.  

### Pedigree
| Origines de Highclere (GB), jument baie née en 1971 | Origines de Highclere (GB), jument baie née en 1971 | Origines de Highclere (GB), jument baie née en 1971 | Origines de Highclere (GB), jument baie née en 1971 |
| --------------------------------------------------- | --------------------------------------------------- | --------------------------------------------------- | --------------------------------------------------- |
| Père Queen's Hussar                                 | March Past                                          | Petition                                            | Fair Trial                                          |
| Père Queen's Hussar                                 | March Past                                          | Petition                                            | Art Paper                                           |
| Père Queen's Hussar                                 | March Past                                          | Marcelette                                          | William of Valence                                  |
| Père Queen's Hussar                                 | March Past                                          | Marcelette                                          | Permavon                                            |
| Père Queen's Hussar                                 | Jojo                                                | Vilmorin                                            | Gold Bridge                                         |
| Père Queen's Hussar                                 | Jojo                                                | Vilmorin                                            | Queen of the Meadows                                |
| Père Queen's Hussar                                 | Jojo                                                | Fairy Jane                                          | Fair Trial                                          |
| Père Queen's Hussar                                 | Jojo                                                | Fairy Jane                                          | Light Tackle                                        |
| Mère Highlight                                      | Borealis                                            | Brumeux                                             | Teddy                                               |
| Mère Highlight                                      | Borealis                                            | Brumeux                                             | La Brume                                            |
| Mère Highlight                                      | Borealis                                            | Aurora                                              | Hyperion                                            |
| Mère Highlight                                      | Borealis                                            | Aurora                                              | Rose Red                                            |
| Mère Highlight                                      | Hypericum                                           | Hyperion                                            | Gainsborough                                        |
| Mère Highlight                                      | Hypericum                                           | Hyperion                                            | Selene                                              |
| Mère Highlight                                      | Hypericum                                           | Feola                                               | Friar Marcus                                        |
| Mère Highlight                                      | Hypericum                                           | Feola                                               | Aloe (Famille 2-f)                                  |